# Стручок

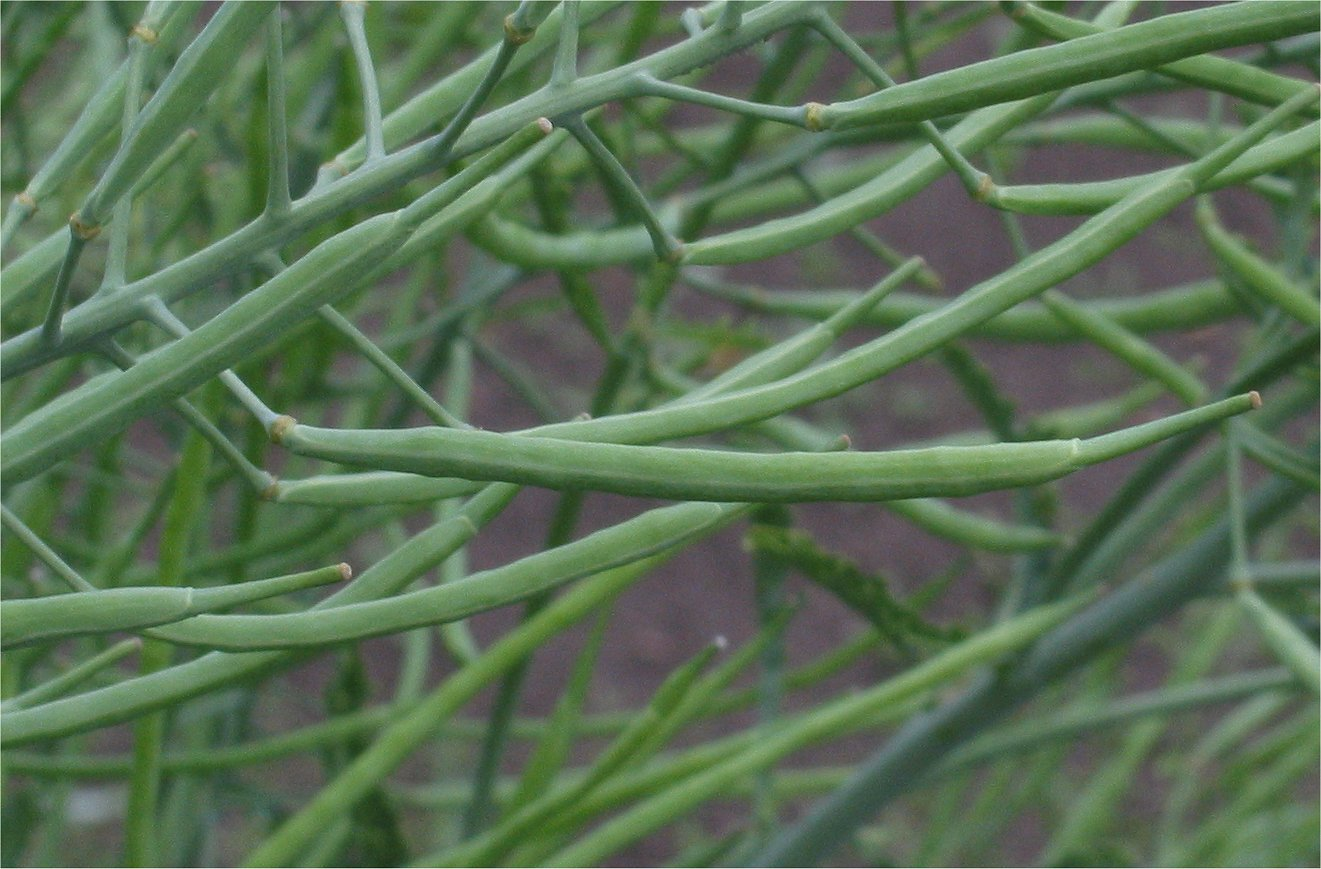
Стручки капусти городньої

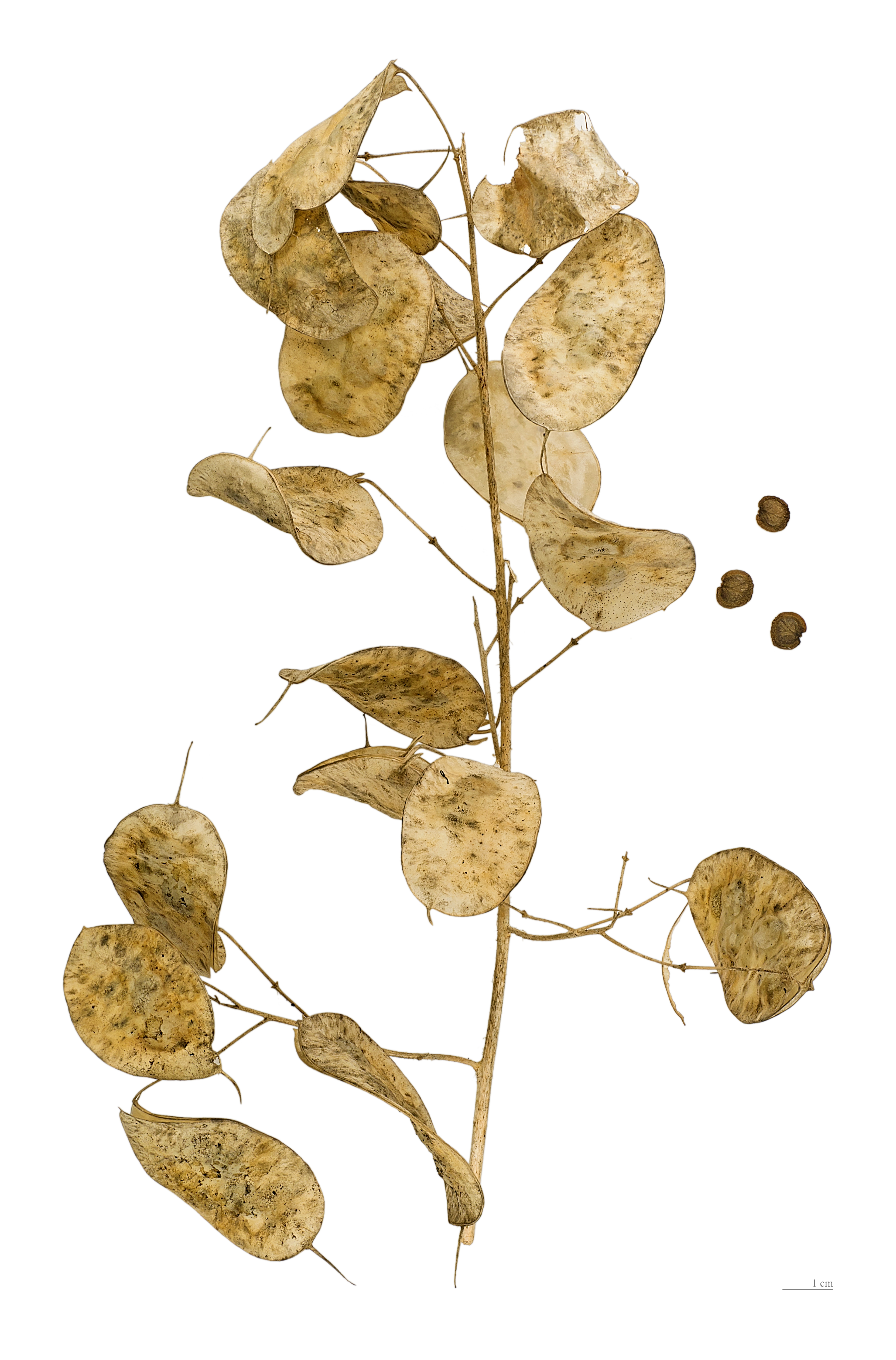
Lunaria annua

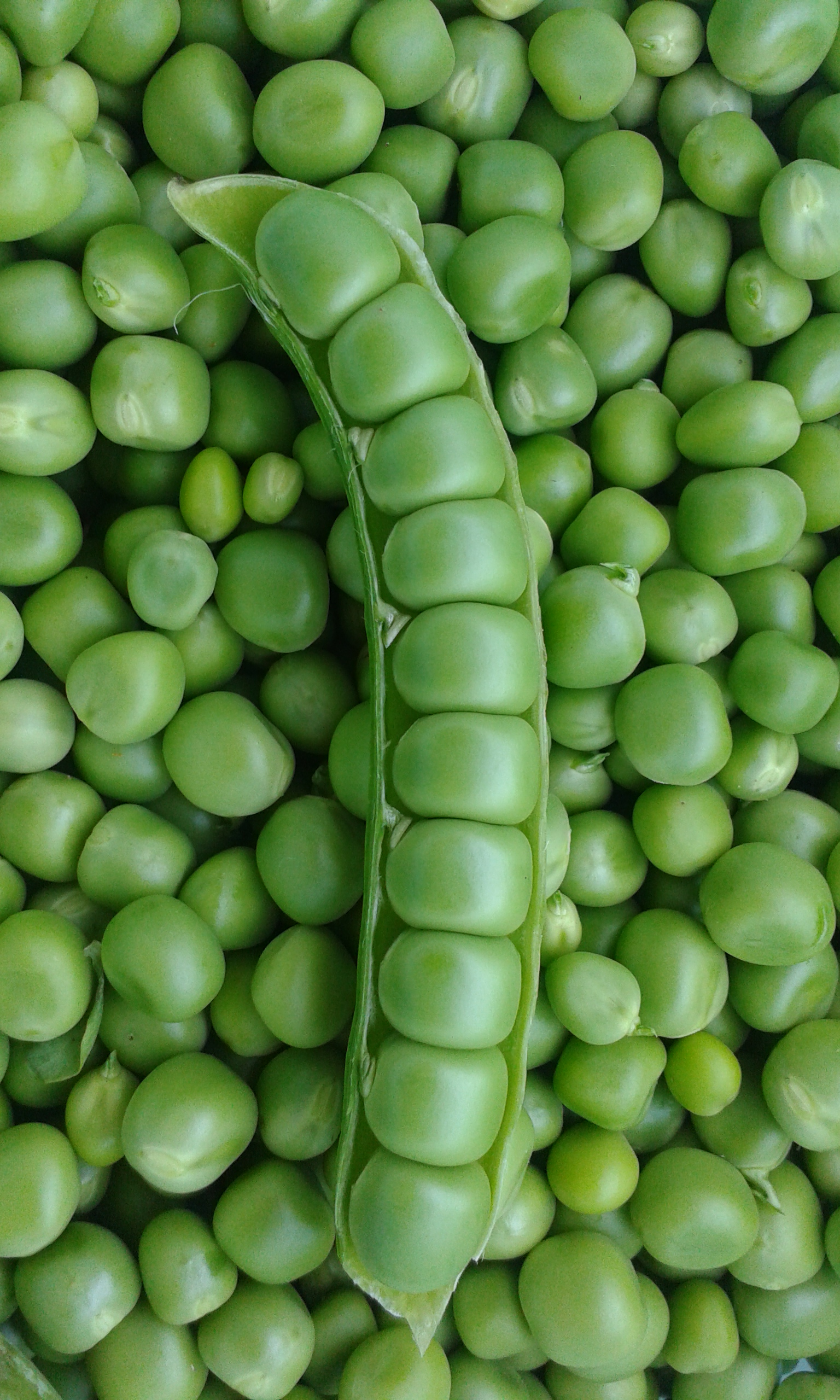
Біб, який часто помилково називають стручком, і горошини гороху посівного

Стручок (лат. siliqua) — двогніздий плід, який утворився з двох плодолистків, має несправжню перегородку і розкривається від основи до верхівки двома опадаючими стулками. Насіння залишається на рамці перегородки, яка лишається на плодоніжці і зветься несправжньою тому, що походить не зі стінок плодолистків. Довжина стручка в 4 рази і більше перевищує його ширину (капуста, ріпак).